# توبي بيلي
توبي بيلي (بالإنجليزية: Toby Bailey)‏ مواليد 19 نوفمبر 1975 في لوس أنجلوس، هو لاعب كرة سلة أمريكي معتزل. بدأ مسيرته الاحترافية في سنة 1999. تم اختياره من قبل فريق لوس أنجلوس ليكرز خلال الدرافت. يبلغ طوله 6 قدم 6 بوصة (2.0 م). اعتزل اللعب في 2011.

## المسيرة الاحترافية
لعب مع فينيكس صنز من سنة 1998 إلى 2000، ثم لعب مع نادي بانيونيس لكرة السلة في موسم 2002–2003، ثم لعب مع نادي إيه إي كي لكرة السلة في موسم 2004–2005، ثم لعب مع نادي أوستند لكرة السلة في سنة 2006.

## روابط خارجية
- توبي بيلي على موقع الدوري الأوروبي لكرة السلة (الإنجليزية)
- توبي بيلي على موقع إن بي أي (الإنجليزية)
- توبي بيلي على موقع سبورتس رفرنس (الإنجليزية)
- توبي بيلي على موقع الدوري الإسباني لكرة السلة (الإسبانية)
- توبي بيلي على موقع كرة السلة الأوروبية.كوم (الإنجليزية)
- توبي بيلي على موقع كلية كرة السلة في سبورتس رفرنس.كوم (الإنجليزية)
- توبي بيلي على موقع ريلجم (الإنجليزية)
- توبي بيلي على موقع بروبوليرز (الإنجليزية)
- توبي بيلي على موقع سبورتس رفرنس (الإنجليزية)